# Berliner Straße 21–23, Magdeburger Straße 30

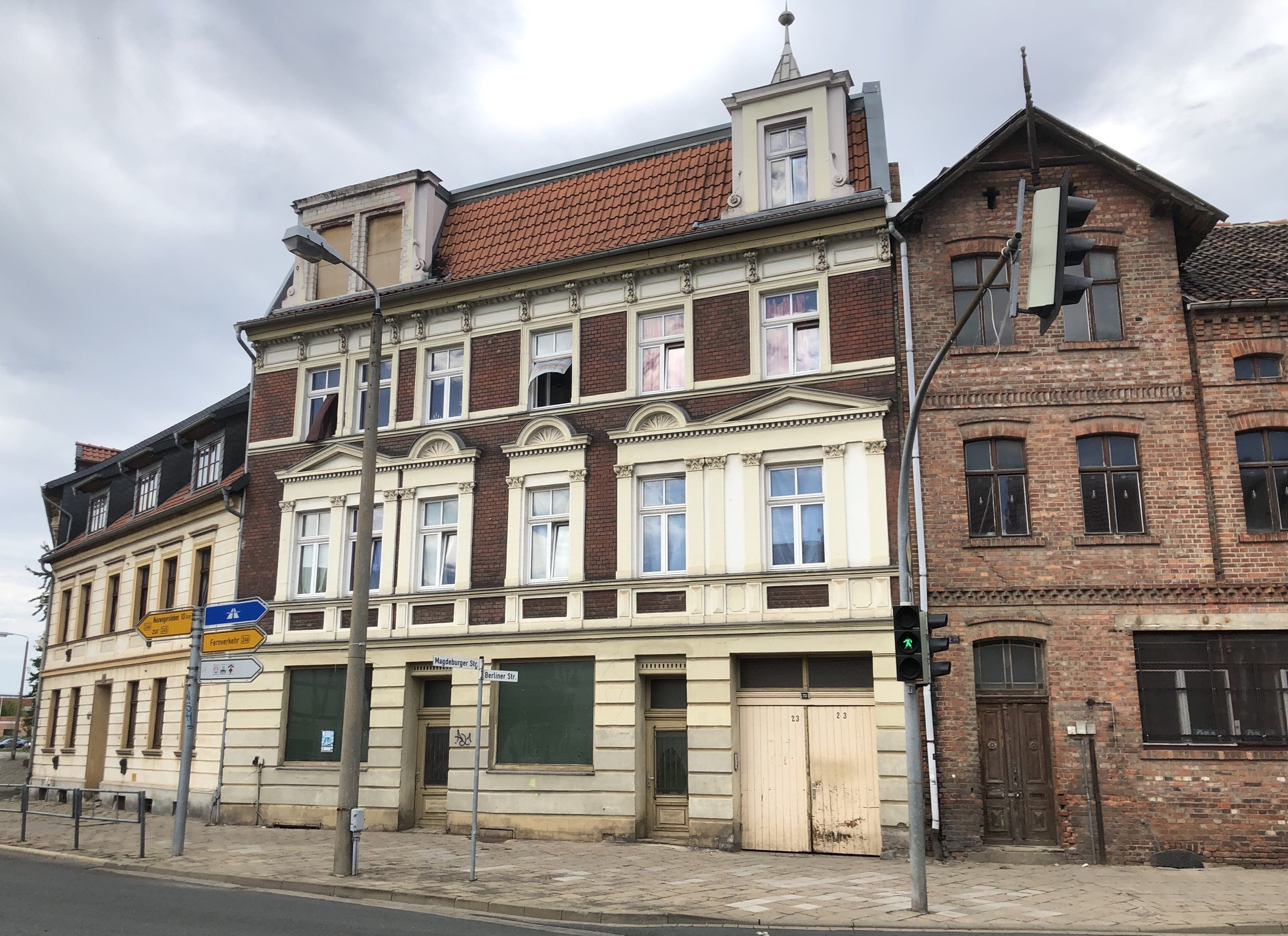
Blick von Südosten auf die Häuser an der Berliner Straße, 2020

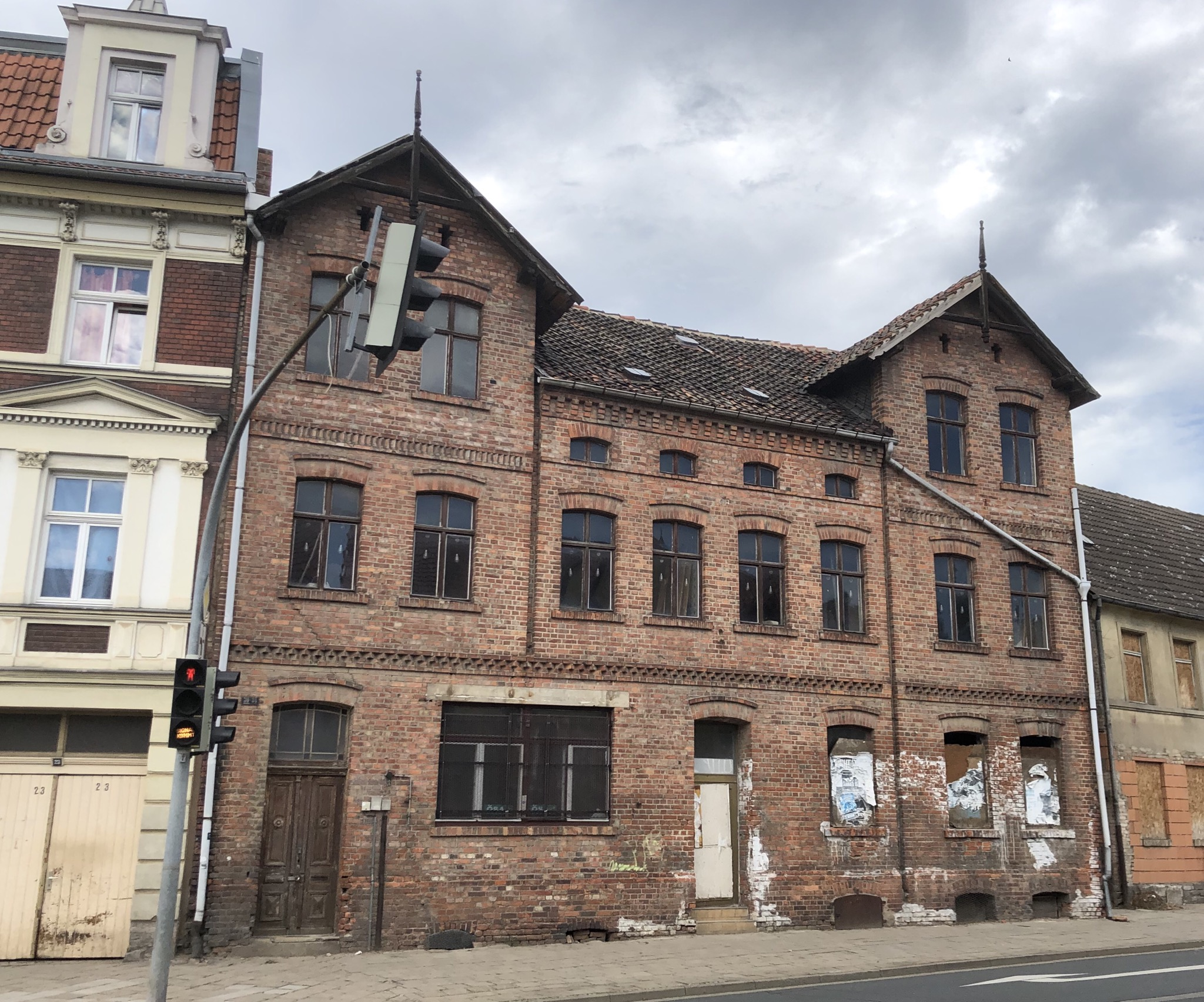
Magdeburger Straße 30

Berliner Straße 21–23, Magdeburger Straße 30 ist die im Denkmalverzeichnis eingetragene Bezeichnung für eine denkmalgeschützte Häusergruppe in der Stadt Oschersleben (Bode) in Sachsen-Anhalt.
Sie befindet sich nordöstlich der Oscherslebener Altstadt in einer markanten Ecklage am Aufeinandertreffen von Berliner und Magdeburger Straße, über die die Bundesstraße 246 geführt wird. Gegenüber der Häusergruppe mündet darüber hinaus von Süden die Puschkinstraße ein.
Die Häusergruppe besteht aus verschiedenen Wohngebäuden des 19. Jahrhunderts. Sie steht exemplarisch für die Entwicklung des Wohnhausbaus des 19. Jahrhunderts.
Im örtlichen Denkmalverzeichnis ist die Häusergruppe unter der Erfassungsnummer 094 50405 als Denkmalbereich eingetragen.